# 牛角沟遗址
牛角沟遗址，位于中国甘肃省平凉市泾川县，为一个全国重点文物保护单位，类型为古遗址。
牛角沟遗址的历史年代为旧石器时代。